# Рене Лалу
Рене Лалу (на френски: René Laloux) (р. 13 юли 1929 - п. 14 март 2004) е френски аниматор и филмов режисьор.

## Биография
Роден е в Париж и посещава художествено училище, където учи живопис.
След като известно време работи в рекламата, започва работа в психиатричен институт, където експериментира с анимация, заедно с пациенти.
Там той създава „Маймунски зъб“ (Les Dents du Singe) в сътрудничество със студиото на Пол Гримо и текст написан от пациентите от департамента Ко Чевени.
Друго негово важно сътрудничество е това с Роланд Топо, с когото правят „Мъртви времена“ (Les Temps Morts) през 1964 г., „Охлювите“ (Les Escargots) през 1965 г. и най-известния му пълнометражен филм „Дивата планета“ (La Planète Sauvage) през 1973 г.
Лалу работи още и с Жан Жиро, правейки малко известния филм „Господарите на времето“ (Les Maîtres du temps), 1981 (излъчван по българската телевизия).
Филмът му от 1988 г. „Гандахар“ (Gandahar) е реализиран в САЩ под името „Светли години“ (Light Years). Там той е дублиран от Харви Вайнщайн, по текст адаптиран от Айзък Азимов. Американската версия не е така успешна като оригинала.
Рене Лалу умира от инфаркт на миокарда на 14 март 2004 г. на 74 години.

## Филмография
Пълнометражни филми
- Дивата планета (1973)
- Господарите на времето (1982)
- Гандахар (1987) (Light Years)

Късометражини филми
- Tick-Tock (1957)
- Les Achalunés (1958)
- Les Dents du singe (1960)
- Les Temps morts (1964)
- Les Escargots (1965)
- The Play (1975)
- Quality Control (1984)
- Comment Wang-Fo fut sauvé (1987)
- La Prisonnière (1988)
- L'oeil du loup (1998) (само сценарист)